# سايوز 2
سايوز 2 (بالروسية: Союз-2)، (مؤشر جي آر إيه يو: 14A14)، هو نسخة حديثة من صاروخ سايوز الروسي. وهو في شكله الأساسي صاروخ حامل من ثلاث مراحل لوضع حمولات في مدار أرضي منخفض. مقارنة بالنسخ السابقة من سايوز، فإن محركاته المعززة للمرحلة الأولى والمرحلتين الأساسيتين، تم تعديلها بأنظمة الحقن المحسنة. وتسمح أنظمة التحكم الرقمي في الطيران والقياس عن بعد، بإطلاق الصاروخ من منصة إطلاق ثابتة، في حين، وفي النسخة القديمة من صواريخ سايوز، كان لا بد من دوران منصات الإطلاق لأن الصاروخ لم يتمكن من أداء لفة لتغيير وجهته أثناء التحليق.